# Voit
Voit ist ein Familienname, der überwiegend in Süddeutschland gebräuchlich ist.

## Herkunft und Bedeutung
Voit ist eine Schreibweise von Vogt. Sie ist abgeleitet vom lateinischen advocatus (dt.: „Verwalter“).

## Namensträger
- Albert Voit (≈1550–1606), deutscher Pädagoge und Literaturwissenschaftler
- August von Voit (1801–1870), deutscher Architekt
- Augustin Voit (≈1643–1704), deutscher Benediktinerabt
- Brigitte Voit (* 1963), deutsche Chemikerin und Hochschullehrerin am Leibniz-Institut für Polymerforschung Dresden
- Carl von Voit (1831–1908), deutscher Physiologe und Ernährungswissenschaftler
- Carl Friedrich Voit (1774–1854), deutscher Instrumentenmacher
- David Voit (um 1529–1589), deutscher evangelischer Theologe
- Edmund Voit (1707–1780), deutscher Priester, Jesuit und Hochschullehrer
- Ernst Voit (1838–1921), deutscher Physiker
- Erwin Voit (1852–1932), deutscher Physiologe
- Friedrich Voit (* 1947), deutscher Literaturwissenschafter und Hochschullehrer
- Fritz Voit (1863–1944), deutscher Internist
- Hartmut Voit (* 1944), deutscher Historiker und Geschichtsdidaktiker
- Heinrich Voit (1834–1914), deutscher Orgelbauer
- Jochen Voit (* 1972), deutscher Historiker und Journalist
- Johannes Voit (Musikpädagoge) (* 1980), deutscher Musikpädagoge
- Johannes Voit (Squashspieler), deutscher Squashspieler
- Johann Michael Voit (1744–1819), deutscher Orgelbauer, siehe Voit (Orgelbauer)
- Johann Michael Voit (1771–1846), deutscher Architekt
- Jürgen Voit (* 1947), deutscher Fußballspieler
- Kurt Voit (1895–1978), deutscher Mediziner
- Ludwig Voit (1906–2001), deutscher Altphilologe
- Ludwig von Schaeffer-Voit (1819–1887), Zeitschriftenverleger in Berlin
- Marlies Voit (* 1941), deutsche Badmintonspielerin, siehe Marlies Langenbrinck
- Max Voit (1876–1949), deutscher Anatom
- Mieczysław Voit (1928–1991), polnischer Schauspieler
- Paul von Voit (1876–1949), deutscher Generalleutnant
- Renate Stark-Voit (* 1953), deutsche Musikwissenschaftlerin
- Robert Voit (1889–1963), österreichischer Maler, siehe Robert Foit
- Robert Voit (Unternehmer), US-amerikanischer Pilot, Informatiker, Unternehmer und Gründer von Jasc Software
- Robert Voit (Fotograf) (* 1969), deutscher Fotograf
- Rudolf Voit-Nitschmann (* 1950), deutscher Flugzeugkonstrukteur und Hochschullehrer
- Stephanie Voit (* 1977), deutsche Schauspielerin
- Viktor Voit (1888–1948), österreichischer Politiker (Landbund)
- Wolfgang Voit (* 1961), deutscher Jurist und Hochschullehrer

## Adelsgeschlecht
- Voit von Rieneck, fränkisches Adelsgeschlecht
- Voit von Salzburg, fränkisches Adelsgeschlecht

## Sonstiges
- Voit Automotive, deutscher Automobilzulieferer
- Voit Peak, Berg im Grahamland, Antarktika